# La politique de la France ne se fait pas à la corbeille

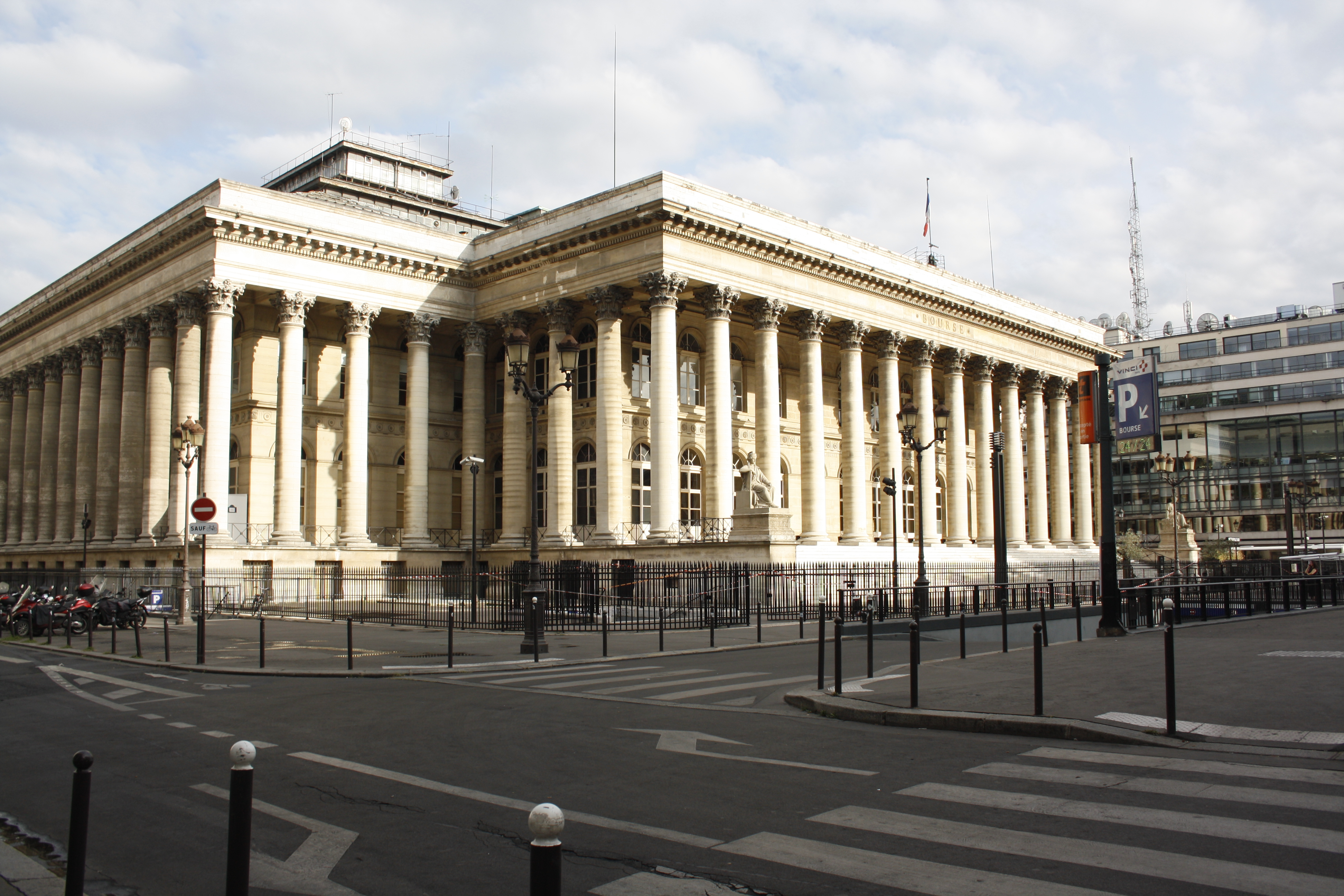
Ancienne Bourse de Paris.

« La politique de la France ne se fait pas à la corbeille » est une citation, voire une petite phrase, prononcée par le président de la république française Charles de Gaulle qui évoque la politique économique de la France à l’occasion d’une conférence de presse donnée au palais de l'Élysée le 28 octobre 1966.

## Terme employé
La « corbeille » désigne l'espace délimité par une balustrade et destiné aux agents de change, telle qu'elle existait alors à la Bourse de Paris. Celle-ci a disparu en juillet 1987, à la suite de travaux de rénovation.

## Contexte

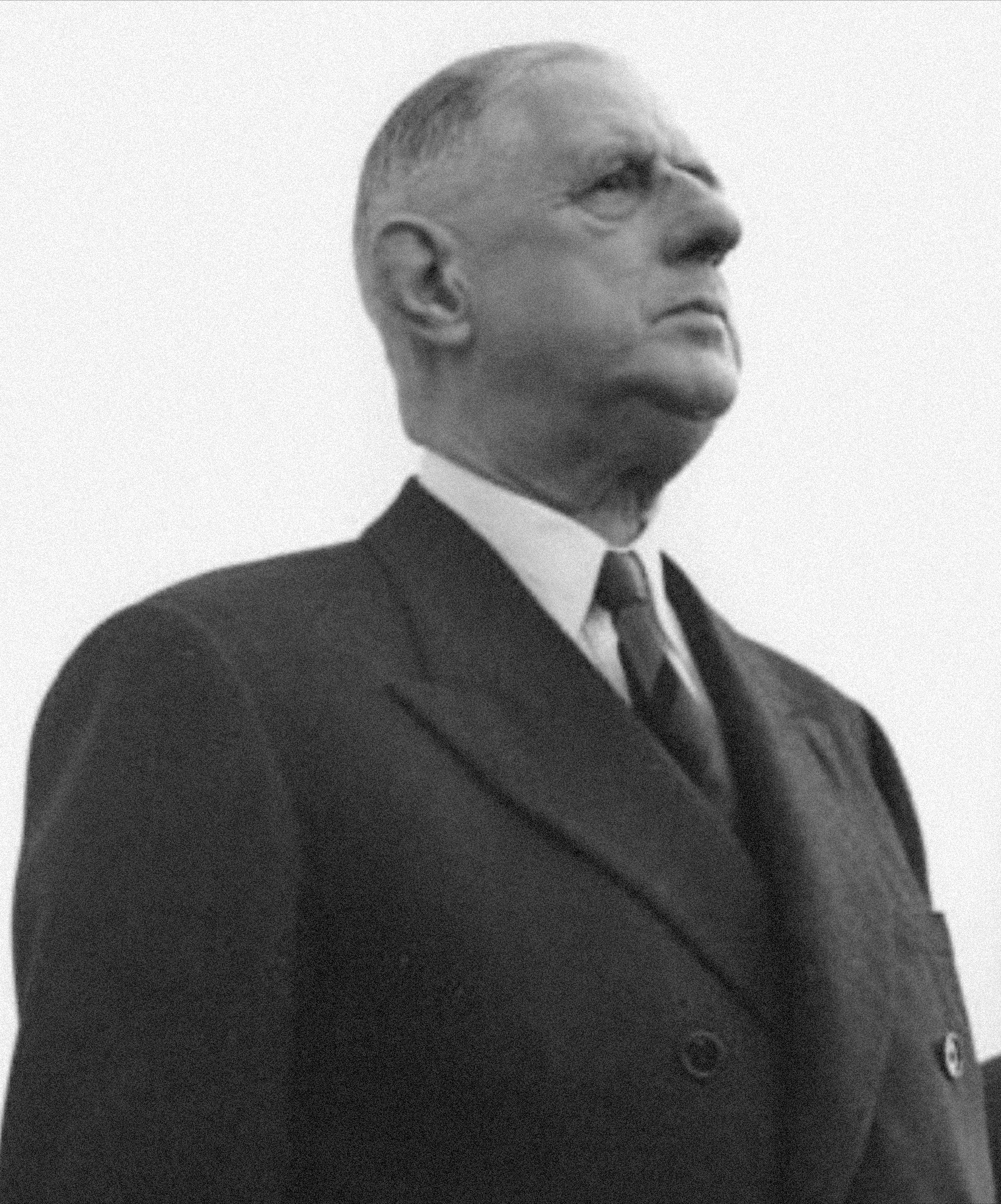
Charles de Gaulle

À cette époque, la Bourse de Paris n’était pas encore dématérialisée et les agents de change négociaient directement les actions autour de cette « corbeille ». L'État imposait encore une économie planifiée liée à l'expansion économique de cette période.

Lors d'une conférence de presse organisée le 28 octobre 1966, à la suite de la question d'un journaliste au sujet du contexte économique et financier de la France et plus particulièrement de la situation boursière :« Monsieur le président, à quoi attribuez-vous la baisse de la Bourse, alors qu’on dit que l’économie va bien ? », Charles de Gaulle, président depuis huit ans et réélu l'année précédente, s'explique en ces termes : 
« Un mot de la Bourse puisque vous m’en parlez… La Bourse, en 1962, était exagérément bonne, en 1966, elle est exagérément mauvaise, mais vous savez, la politique de la France ne se fait pas à la corbeille. »
À la fin de sa réponse, Charles de Gaulle est applaudi par un grand nombre de journalistes présents dans la salle.

## Postérité
La phrase semble avoir marqué les esprits, notamment dans le milieu des sciences économiques et politiques, car cinquante ans après avoir été prononcée, elle est encore utilisée pour dénoncer l'influence (ou l'ingérence) du milieu financier dans la politique de l'État,,.
Elle est également citée, voire reprise par des personnalités appartenant à des mouvements extrêmement éloignée de la pensée gaulliste, telle que la sénatrice socialiste de Paris Marie-Noëlle Lienemann, qui reprend sur son blog politique, en 2010, cette citation pour fustiger la politique économique de l'Union européenne. Dans un texte rédigé en 2007 sur son blog (dénommé « Carnet »), l'ancien ministre Jean-Pierre Chevènement cite, à son tour, la célèbre phrase du Général de Gaulle, estimant que même la Bourse de Paris est passée sous influence étrangère.
Le journaliste Sylvain Allemand et le professeur d'économie Jean-Claude Ruano-Borbalan confirment les propos de Jean-Pierre Chevènement dans leur livre sur la mondialisation, publié en 2007, en expliquant que la phrase de l'ancien président de la république pourrait être encore valable au XXIe siècle, mais sous la forme d'une boutade, car la politique économique de la France ne se déciderait toujours pas à la Bourse de Paris, mais plutôt à Wall Street et d'autres places boursières internationales, la mondialisation ayant totalement changé le contexte.